# Liers kommun
Liers kommun (norska: Lier kommune) är en kommun i Buskerud fylke i sydöstra Norge. Kommunen ligger mellan Oslo och Drammen. Centralort är orten Lierbyen som räknas som en del av tätorten Drammen.
Liers kommun gränsar i nordväst till Modums kommun, i nordöst till Hole kommun, i öster till Bærums kommun, i sydöst till Askers kommun, i sydväst till Drammens kommun och i väster till Øvre Eikers kommun. 
I Liers kommun finns viss industri, speciellt maskinindustri och kemisk industri. I kommunen finns också en hel del jordbruk, med bland annat jordgubbsodlingar. Europaväg 18 genomkorsar kommunen, som har järnvägsförbindelse med Oslo via Norges näst längsta järnvägstunnel (Lieråsentunneln, 10,7 km), öppnad 1973.

## Administrativ historik
Liers kommun har genomgått flera gränsjusteringar.
- 1870 överfördes ett område med 2 135 invånare till Drammens kommun.
- 1951 överfördes ett område med 2 719 invånare till Drammens kommun.
- 1955 överfördes ett område med 9 invånare till Hole kommun.
- 1961 överfördes ett område med 49 invånare till Drammens kommun.[8]

## Tätorter
I Liers kommun finns åtta tätorter:
- Askgrenda
- Drammen (del av, omfattar centralorten Lierbyen)
- Fagerliåsen/Poverudbyen
- Nordal
- Oddevall/Sjåstad
- Oslo (del av)
- Sylling
- Tranby

Orten Kjenner har tidigare räknats som en egen tätort men räknas numera som en del av tätorten Oslo, medan orterna Lierbyen och Reistad numera räknas som delar av tätorten Drammen.

## Socknar
Inom Norska kyrkan är Liers kommun indelad i fyra socknar:
- Frogners socken
- Sjåstads socken
- Syllings socken
- Tranby og Lierskogens socken

Socknarna ingår i Drammens prosteri i Tunsbergs stift.

## Kända personer
- Thorleif Haug (1894–1934), skidåkare
- Johan Richter (1901–1997), företagsledare och uppfinnare inom området massatillverkning
- Gert Nygaardshaug (född 1946), författare
- Sten Stensen (född 1947), skridskoåkare
- Martin Kolberg (född 1949), partisekreterare i Arbeiderpartiet
- Thorbjørn Jagland (född 1950), politiker och före detta statsminister
- Bjørn Eidsvåg (född 1954), artist och präst
- Karin Fossum (född 1954), författare
- Jan Erik Larssen (född 1970), programledare

## Vänorter
- Kumo, Finland
- Mariagerfjord, Danmark
- Falköping, Sverige